# Корио
Ко̀рио (на италиански: Corio; на пиемонтски: Cheuri, Кеури, на френски: Cory, Кори) е малък град и община в Метрополен град Торино, регион Пиемонт, Северна Италия. Разположен е на 625 m надморска височина. Към 1 януари 2020 г. населението на общината е 3183 души, от които 189 са чужди граждани.